# Camellia uraku
Camellia uraku là một loài thực vật có hoa trong họ Theaceae. Loài này được Kitam. mô tả khoa học đầu tiên năm 1952.